# Zalakaros
Zalakaros  este un oraș în districtul Nagykanizsa, județul Zala, Ungaria, având o populație de 1.979 de locuitori (2011). 

## Demografie
Componența etnică a orașului Zalakaros
     Maghiari (92,26%)
     Germani (4,58%)
     Croați (1,48%)
     Necunoscut (1,01%)
     Alții (0,67%)
Componența confesională a orașului Zalakaros
     Fără religie (3,89%)
     Reformați (2,22%)
     Luterani (1,26%)
     Necunoscută (91,71%)
     Atei (0,91%)
     Alte religii (0,86%)
Conform recensământului din 2011, orașul Zalakaros avea 1.979 de locuitori. Din punct de vedere etnic, majoritatea locuitorilor (92,26%) erau maghiari, existând și minorități de germani (4,58%) și croați (1,48%). Apartenența etnică nu este cunoscută în cazul a 1,01% din locuitori. Nu există o religie majoritară, locuitorii fiind persoane fără religie (3,89%), reformați (2,22%) și luterani (1,26%). Pentru 91,71% din locuitori nu este cunoscută apartenența confesională.